# Раджма Хуссейн
Раджма Хуссейн (малайск.  Rajmah Hussain) (1950,  Куала-Лумпур) – малайзийский дипломат и педагог.

## Краткая биография
Окончила в 1974 году  Лондонскую школу экономики и политических наук, там же в 1976 году защитила магистерскую, а в 1988 – докторскую диссертацию. В 1976-2008 гг. работала в МИДе Малайзии и на различных дипломатических постах за рубежом.  С 2009 г. – адъюнкт-профессор кафедры международных и стратегических исследований факультета гуманитарных и социальных наук Университета Малайя.

## На дипломатической работе
В системе Мид Малайзии с 1976 года. В 1980-1982 гг. работала вторым секретарём малайзийского посольства в Брюсселе, в 1982-1985 гг. – помощник секретаря МИД Малайзии, в 1988-1991 – главный помощник секретаря, в 1991-1994 гг. – специальный сотрудник при Генеральном секретаре МИД. В 1994-1998 гг. работала советником-посланником (заместителем посла) в США. В 1998-2002 гг. – посол Малайзии во Франции и по совместительству в Португалии , в 2002-2005 гг. – Посол и Постоянный представитель Малайзии в ООН в Женеве, в 2005-2006 гг. – Посол Малайзии в Австрии и по совместительству в Словакии, Постоянный представитель Малайзии в ООН в Вене, председатель венской рабочей группы Движения неприсоединения . Верхом дипломатической карьеры стало назначение Послом Малайзии в США (2006-2008) .

## Награды
- Орден султана Селангора и звание Датин Падука (1999)
- Орден Верховного правителя «Заслуженный комодор страны» и звание Датук (2007)

## Публикации
- Rajmah Hussain. Malaysia at the United Nations – A study of foreign policy priorities, 1957-1987. Kuala Lumpur: University of Malaya Press, 2010 [5]